# Shmuel Kamenetsky
Pour les articles homonymes, voir Kamenetsky.
Shmuel Kamenetsky, né le 12 novembre 1924 à Tytuvėnai en Lituanie, est un rabbin américain d'origine lituanienne, Rosh yeshiva de la Yechiva Talmudique de Philadelphie. Il est le fils du rabbin Yaakov Kamenetsky. Il est un des leaders du judaïsme orthodoxe, haredi, aux États-Unis.

## Éléments biographiques
Shmuel Kamenetsky est né en novembre 1924 à Tytuvėnai en Lituanie), où son père Yaakov Kamenetsky est le rabbin. Sa mère est Ita Ettil Heller qui meurt le 9 juillet 1954. Il a trois frères et deux sœurs. Ses frères sont le rabbin Binyamin Kamenetsky (1923-2017), fondateur de la Yeshiva of South Shore à Long Island, New York, le rabbin Nathan Kamenestsky, et le rabbin Avraham Kamenetsky (1930-2013). Ses sœurs sont Malka Shurin (1921-2013), l'épouse du rabbin Yisrael Shurin (-2007) et Rivka Diskind, épouse du rabbin Hirsch Diskind (1922-2013), Dean au Bais Yaakov de Baltimore.
En 1937, la famille Kamenetsky émigre aux États-Unis.

### Études
Shmuel Kamenetsky étudie au Eitz Chaim Day Schools à Toronto, Canada.
Il étudie ensuite à la Yechiva Ner Yisroel de Baltimore au Maryland, sous la direction du cousin de son père, le rabbin Yaakov Yitzchok Ruderman.
Il devient ensuite un des étudiants du rabbin Aharon Kotler à la Yechiva de Lakewood, au New Jersey, qui lui décerne son ordination rabbinique Semikha.

### Philadelphie
En 1953, le rabbin Shmuel Kamenetsky et le rabbin Dov Schwartzman, sur les recommandations du rabbin Aharon Kotler, fondent la Yechiva Talmudique de Philadelphie.
En 1955, le rabbin Dov Schwartzman quitte Philadelphie pour aller fonder sa propre yechiva en Israël. Le rabbin Elya Svei le remplace à Philadelphie comme co-Rosh yeshiva, jusqu'à sa mort en mars 2009.

### Autres positions
Shmuel Kamenetsky est un membre des Moetzes Gedolei HaTorah de l'Agoudath Israel des États-Unis. Il fait partie de l'administration de divers organismes comme le Chinuch Atzmai (Écoles religieuses en Israël), Torah Umesorah, Chofetz Chaim Heritage Foundation et l'Association for Jewish Outreach Professionals (AJOP). Il est consulté pour des avis halakhiques,,.

### Famille
Shmuel Kamenetsky est marié avec Temi Brooks, qui grandit dans les quartiers de Borough Park et de Williamsburg de New York. Ils ont sept fils et quatre filles. Les fils sont: le rabbin Sholom Kamenetsky, Rosh yeshiva à la Yechiva Talmudique de Philadelphie (dirigée par son père), le rabbin Avrohom Kamenetsky, qui enseigne le Talmud à la Yechiva Bais Yisroel à Jérusalem, en Israël, Dov Kamenestsky, philanthrope à Toronto, Canada, le rabbin Zave Kamenetsky, de Lakewood au New Jersey, qui enseigne le Talmud à la Yechiva de Belmar (près de Lakewood), le rabbin Dovid Kamenetsky, auteur et éditeur du Schottenstein Talmud
(publié par ArtScroll/Mesorah, en anglais et en hébreu, qui enseigne le Talmud à la Yechiva Darche Noam à Jérusalem, le rabbin Aaron Kamenetsky et le rabbin Eliyahu Kamenetsky. Ses filles sont mariées, respectivement, aux rabbins: Yechiel Moskowitz, Shaya Schecter, Shalom Kellemer et Tzvi Berkowitz, Rosh yeshiva au Collège rabbinique Ner Israel à Baltimore, au Maryland.